# ゲオルク＝ハンス・ラインハルト

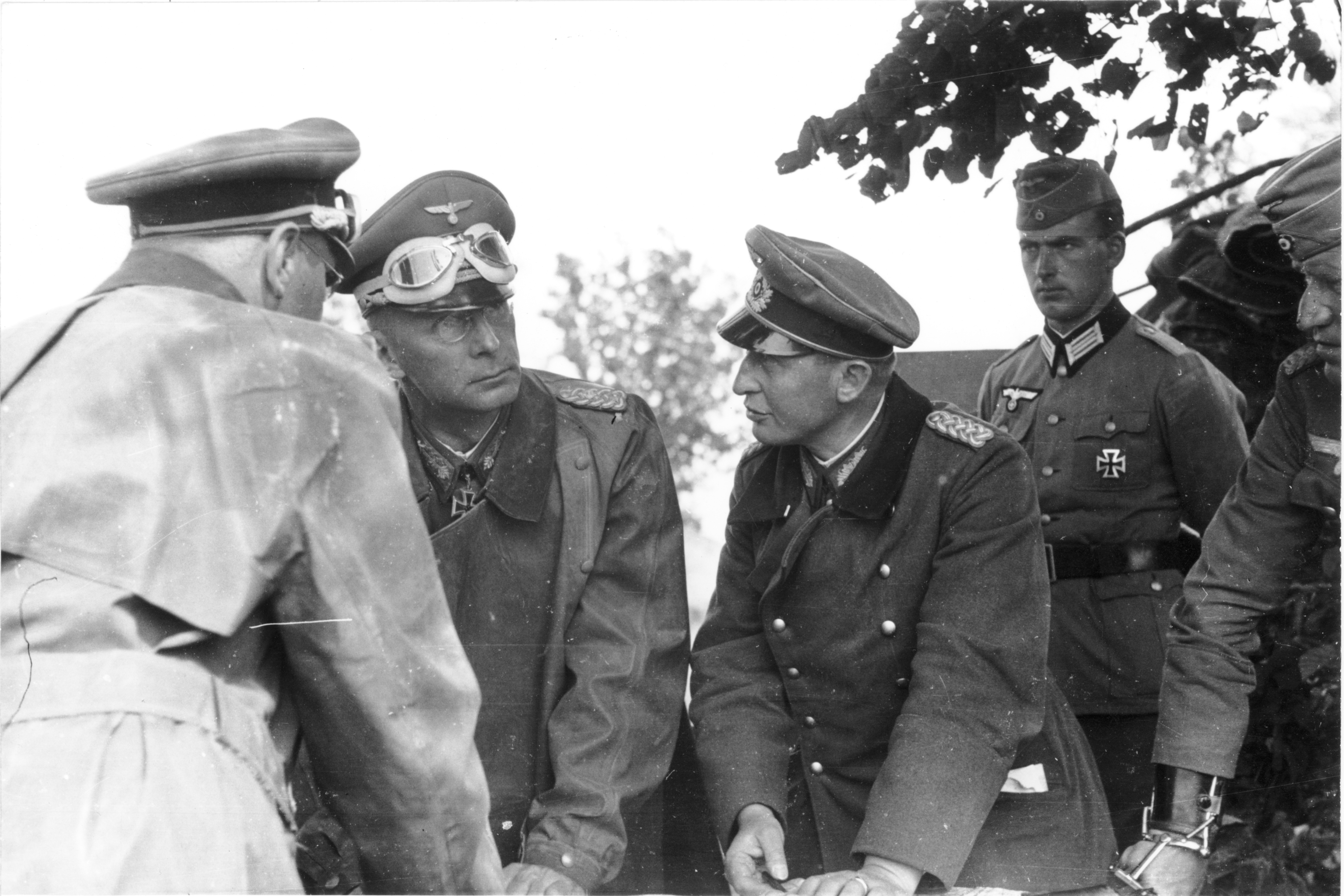
作戦会議をするラインハルト上級大将（左から二人目）とヴァルター・クリューガー中将（1941年6月）

ゲオルク＝ハンス・ラインハルト（Georg-Hans Reinhardt, 1887年3月1日-1963年11月24日）は、ドイツの陸軍軍人。最終階級は陸軍上級大将。第二次世界大戦中は軍集団司令官などを務めた。

## 経歴
バウツェン生まれ。1907年に第8ザクセン第107歩兵連隊に士官候補生として配属される。第一次世界大戦が勃発する1914年までに中尉まで昇進した。大戦中はフランス、ついで東部戦線で従軍。1918年の終戦時は大尉・第192歩兵師団主任作戦参謀だった。義勇軍の第19国境警備旅団に属したのち、1920年にヴァイマル共和国の陸軍に採用される。さまざまな部隊勤務ののち、1928年に国防省付となる。1934年2月、大佐に昇進し、1937年4月に少将に昇進。1937年10月、第1猟兵旅団長、1938年11月には第4装甲師団長に補される。
同師団を率いて1939年9月のポーランド侵攻に従軍、その戦功により10月に中将に昇進し、さらに騎士鉄十字章を受章。1940年2月、第41軍団長に任命され、5月に始まる西方戦役に従軍、アルデンヌの森を抜けてイギリス海峡までの突破を行った。作戦中の6月に装甲兵大将に昇進。
翌年のバルバロッサ作戦でも第41軍団を率いてレニングラード前面まで侵攻した。10月に第3装甲集団司令官に任命される。同部隊は翌年第3装甲軍に改編された。1942年1月、上級大将に昇進。赤軍の冬季反攻をよく凌いだ戦功により、2月に柏葉付騎士鉄十字章を受章。第3装甲軍は中央軍集団北翼を担い、1942年‐1943年のスモレンスク北方での戦闘、1943年‐1944年にかけての防御戦を戦った。その戦功により1944年5月に剣付柏葉騎士十字章を受章。しかしその直後の6月、ソ連軍によるバグラチオン作戦で中央軍集団は崩壊し、ラインハルトの部隊もヴィチェプスク防衛戦で降伏あるいは壊滅した。8月、ラインハルトは中央軍集団司令官に任命され、かろうじて戦線の立て直しに成功した。同軍集団は1945年1月に北方軍集団と改称されたが、東プロイセンでソ連軍の突破を許した。作戦方針をめぐりアドルフ・ヒトラーと意見を異にしたラインハルトは更迭され、予備役に編入された。
1945年6月、ラインハルトはアメリカ軍に逮捕された。ニュルンベルク継続裁判の1つ国防軍最高司令部裁判の被告人の一人となり、1948年10月、戦争犯罪のかどにより懲役15年の判決を受けたが、1952年に釈放された。1954年に防衛研究公社代表に就任し、数多くの覚書を著した。その功績により1962年にドイツ連邦共和国功労勲章大十字章を受章した。バイエルン州テーゲルン湖畔で死去。